# Villaviciosa de Odón
Villaviciosa de Odón és un municipi de la Comunitat de Madrid situat a l'oest de l'àrea metropolitana de Madrid. Limita amb els termes municipals de Móstoles, Alcorcón, Boadilla del Monte, Brunete i Sevilla la Nueva. La població supera els 24.000 habitants (2005).
Se sap que hi hagué un nucli de població a les terres que ara ocupa Villaviciosa de Odón, l'antiga Calatalifa, nom que procedeix de l'àrab قلعة الخليفة Qal`at al-Jalifa o Castell del Califa, poblat citat pel cronista Ibn Hayyan l'any 939, encara que probablement, llur fundació seria anterior.